# ワニ料理

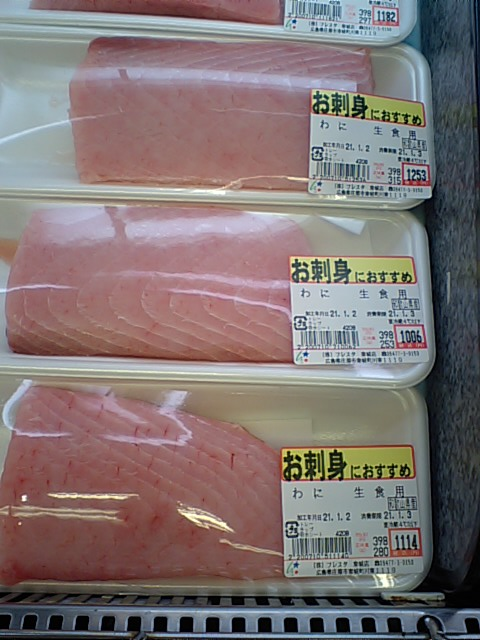
広島県庄原市東城町のスーパーで販売されるワニ

ワニ料理（和邇料理、わにりょうり）とは、広島県のうち三次市や庄原市などの備北地域で食べられる郷土料理である。

## 特徴
本項で述べる「わに」とは、爬虫類のワニではなく、軟骨魚類のサメ（フカ）のことを指す。サメを表す古語で和邇と表記され、『因幡の白兎』伝説で和爾が登場する出雲地方を中心に、現代でもこの呼称が使われている。サメ肉を食べる習慣は世界中で見られるが、一定地域の住民全体が刺身として食べるのは（出雲ではなく）備北地域特有の風習であり、日本国内でも他には宮崎県の一部でしか見られない。
サメ肉はトリメチルアミン-N-オキシドおよび尿素の含有量が著しく高いため、食中毒の原因となるヒスタミンの生成が抑制されるうえ、酸化による脂質の変敗も起こりにくい。このため保存性が高く、2週間ほど経過したものでも刺身として食べられており、冷蔵技術が未発達だった頃から山間部で生食できる魚として重宝されていた。ただし、河川もあることから、当該地域でも鮎などの淡水魚を食べることはあった。
一方、トリメチルアミン-N-オキシドと尿素からそれぞれ生成されるトリメチルアミンとアンモニアに加え、日が経つと肉のpHが上昇して匂いが揮発しやすくなるため、鮮度の低下したサメ肉は強烈な匂いを有する。なお、現代では輸送や保管が低温で行われる事などもあり、アンモニア臭などがない状態で食されている。ただし、「ワニは隣の家まで匂うくらいのものが旨い」、「古くなったワニを味噌漬けにして焼いた時の強烈な匂いが良かった」など、臭気を肯定的にとらえる意見もある。
現代では、ネズミザメやアオザメ、シュモクザメ、メジロザメ、オナガザメなど20種類ほどが食べられ、ネズミザメが最も高価となる。種類によって肉の色は薄いピンクから紅色までさまざまである。鹿児島県、高知県、静岡県、宮城県、島根県でマグロやカジキとともに水揚げされたものが冷蔵輸送され、年間消費量は150トン余りに達し、その半分が正月と祭りの時期に消費される。味については、マグロのトロや甘エビのように甘い、と評される。脂肪が少なくて柔らかく、トリメチルアミン-N-オキシド由来の甘味などが影響しているためと考えられている。

## 歴史
天保5年（1834年）に山陰の行商人が三次地方で「ワニの焙り串」を売っていたという記録があるが、江戸時代にはワニの刺身を食べる習慣はなかった。一方、江戸時代から清への輸出のため俵物三品は積極的に漁獲活動が行われ、明治になると1892年頃から石見地方でもふかひれを得るため本格的なサメ漁が始まった。朝鮮半島沿岸などでサメ漁を既に盛んに行っていた山口県や大分県などの漁民はヒレを切った後のサメ肉を海中に投棄していたが、山陰の漁民は近場で操業する事もあってサメ肉を持ち帰り、内陸部に販売するようになった。
江戸時代に整備された銀山街道を経て、夜通し荷車を引いて歩く行商人によってサメ肉は五十猛港から中国山地の奥まで輸送された。海産物は干物か塩漬けしか入手できなかった住民に無塩のサメ肉は歓迎されたという。1900年代に入るとトラックも輸送に使われ、この頃から「ワニの刺身」が食べられるようになった。第二次世界大戦前までは、「腹がつべとうなる（冷たくなる）ほど『わに』を食べたい」という言葉があるほど好まれていたという。
1950年代にはまだ備北地域では電気冷蔵庫は普及しておらず、安価な事もあってワニの刺身はハレのご馳走として食べられていた。また、鮮度が落ちたものや頭部などは煮こごりにしていたという。電気冷蔵庫が普及し、スーパーマーケットでサメ以外の新鮮な魚介類が販売されるようになると、ワニ料理の地位は相対的に低下した。一方で、1986年には口和町（現・庄原市）にワニ料理の専門店が開店している。
現代でも備北地域におけるサメの人気は根強く、「『わに』が無いと祭りも正月も来ん」といわれる。三次市や庄原市等の市内の寿司屋で、メニューに並ぶこともある。

## 調理

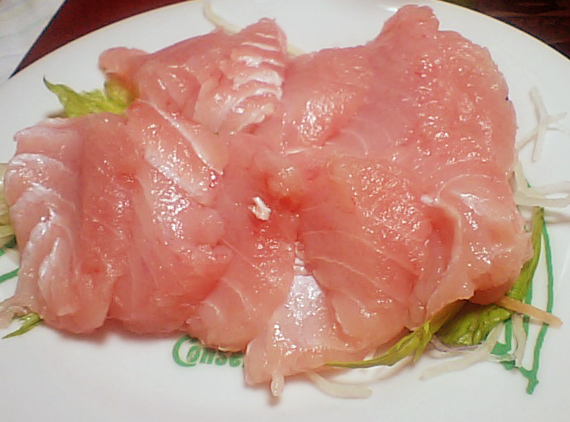
家庭で作ったワニの刺身

### 刺身
現代では、生のまま刺身として食べるのが最もポピュラーである。醤油に加える薬味としてはショウガが最も広く用いられているが、ワサビを使うケースもあり、かつてはアンモニア臭を打ち消す効果が重視されていた。なお、1950年代には砂糖醤油につけて食べるケースもあった。

### 湯引き
脂身を薄くそぎ切りにし、湯引き（当該地域では「湯ぶき」と言う）して、酢や味噌、砂糖、ショウガ汁を合わせた酢味噌で和える。

### 煮こごり
サメ肉は一般的な魚類より肉基質タンパク質が多いため、煮こごりが作りやすい。頭部を使うものが特に好まれ、かつては大釜で煮て作られた。近年では、刺身を取った後の皮やあらをさっと茹で、熱い内にザラザラの皮を剥がし、ゼラチン状のものを薄く切って醤油で煮る。

### ワニめし
味噌漬けにしたサメ肉を小さく切り、千切りにしたゴボウ、ニンジン、シイタケなどの野菜とともに醤油を加えて炊き込みご飯にする。

### ワニの巻き寿司
サメ肉を鉄火巻風に巻いたもの。サメ肉にガリとマヨネーズを添えて巻く例も報告されている。

### その他の料理

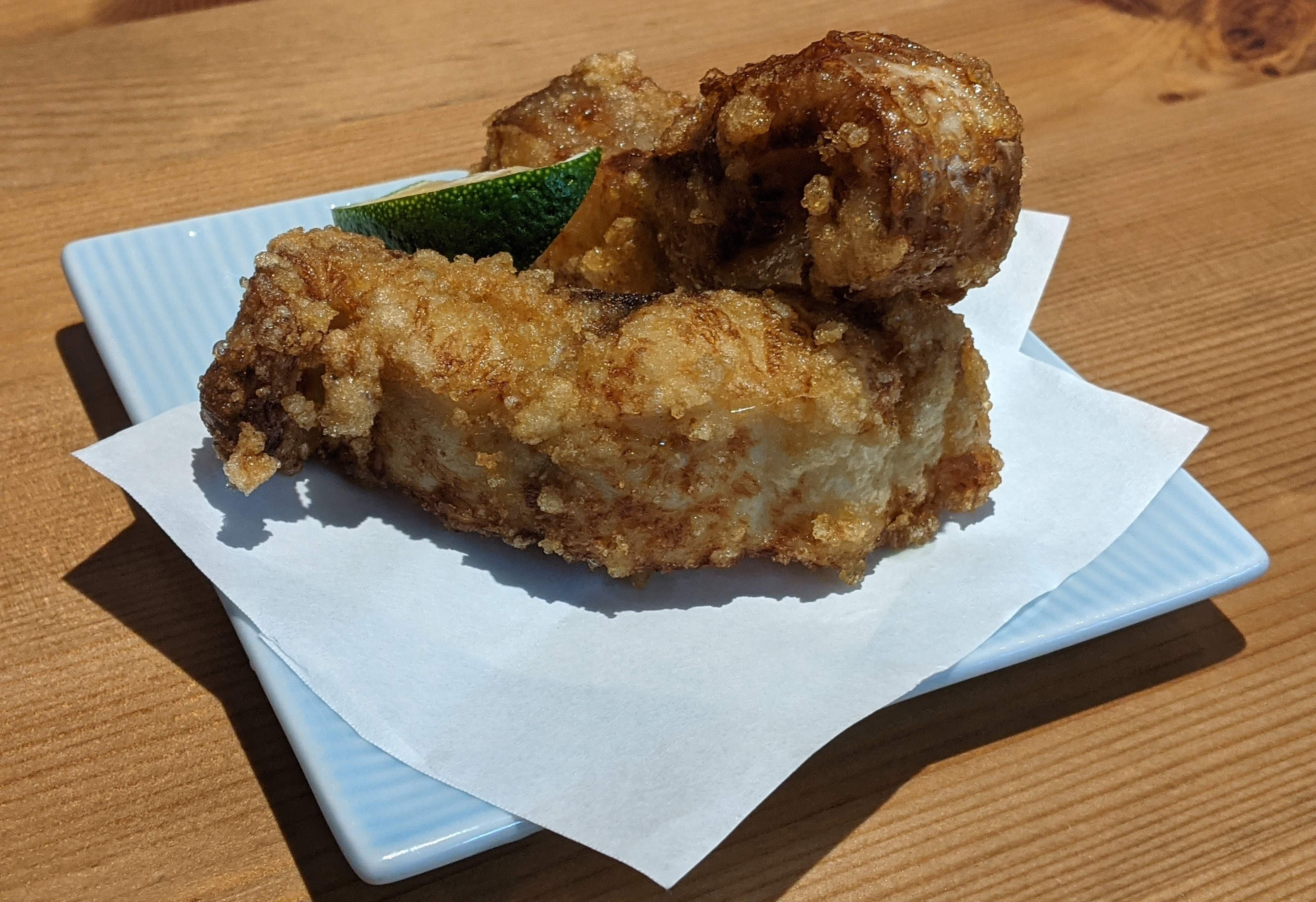
サメを使用した唐揚げ

最近では、わにバーガーやワニ丼といったサメを使った商品も販売されるようになってきている。
- わに茶漬け
- わにのフライ
- わにの天ぷら
- わにの南蛮漬け
- わにカツカレー
- 「わーにんぼ」（鮫のつみれ）
- わに丼
- わにバーガー
- わにまん